# Chamartín (Madrid)
Chamartín is een district in de Spaanse hoofdstad Madrid. Het district heeft 142.626 inwoners en is bekend vanwege het trein- en metrostation Chamartín.

## Wijken
- Castilla
- Ciudad Jardín
- El Viso
- Hispanoamérica
- Nueva España
- Prosperidad

Centro · Arganzuela · Retiro · Salamanca · Chamartín · Tetuán · Chamberí · Fuencarral-El Pardo · Moncloa-Aravaca · Latina · Carabanchel · Usera · Puente de Vallecas · Moratalaz · Ciudad Lineal · Hortaleza · Villaverde · Villa de Vallecas · Vicálvaro · San Blas · Barajas